# ولورین (کتاب کامیک)
ولورین (انگلیسی: Wolverine) یک مجموعه داستانی از سری کتاب‌های کامیک مارول کامیکس در مورد ولورین، عضو اصلی افراد اکس است.